# UFC 154
UFC 154: St-Pierre vs. Condit è stato un evento di arti marziali miste organizzato dalla Ultimate Fighting Championship che si è tenuto il 17 novembre 2012 al Centre Bell di Montréal, Canada.

## Retroscena
Il main event fu il match per l'unificazione del titolo dei pesi welter con quello ad interim istituito dall'UFC dopo il grave infortunio capitato al campione Georges St-Pierre: a contendersi il posto di campione indiscusso di categoria furono quindi St-Pierre, di ritorno dal grave acciacco e inattivo dall'aprile 2011, ed il campione ad interim Carlos Condit, che dopo la vittoria del titolo nel febbraio 2012 prese la decisione di non combattere altri incontri e di attendere il ritorno di St-Pierre.
Cyrille Diabaté avrebbe dovuto affrontare Fabio Maldonado, ma quest'ultimo venne scelto come sostituto di Quinton Jackson nel match contro Glover Teixeira per l'evento UFC 153: Silva vs. Bonnar e quindi Diabaté affrontò Chad Griggs, al suo debutto nella categoria dei pesi mediomassimi.
Stephen Thompson e Besam Yousef avrebbero dovuto sfidarsi in questo evento, ma in giorni differenti entrambi si infortunarono e vennero sostituiti con Matthew Riddle e John Maguire.
Il match della main card tra Nick Ring e Costa Philippou saltò proprio il giorno della gara in quanto Ring si ammalò; l'incontro tra Mark Bocek e Rafael Dos Anjos venne quindi spostato dalla card preliminare a quella principale.

## Risultati

### Card preliminare
- Incontro categoria Pesi Piuma:  Darren Elkins contro  Steven Siler

Elkins sconfisse Siler per decisione unanime (30–27, 30–27, 30–27).
- Incontro categoria Pesi Gallo:  Ivan Menjivar contro  Azamat Gashimov

Menjivar sconfisse Gashimov per sottomissione (armbar) a 2:44 del primo round.
- Incontro categoria Pesi Welter:  Matthew Riddle contro  John Maguire

Riddle sconfisse Maguire per decisione unanime (30–27, 30–27, 29–28).
- Incontro categoria Pesi Piuma:  Antonio Carvalho contro  Rodrigo Damm

Carvalho sconfisse Damm per decisione divisa (29–28, 28–29, 29–28).
- Incontro categoria Pesi Leggeri:  Sam Stout contro  John Makdessi

Makdessi sconfisse Stout per decisione unanime (30–27, 29–28, 30–27).
- Incontro categoria Pesi Mediomassimi:  Cyrille Diabaté contro  Chad Griggs

Diabaté sconfisse Griggs per sottomissione (strangolamento da dietro) a 2:24 del primo round.
- Incontro categoria Pesi Medi:  Patrick Côté contro  Alessio Sakara

Côté sconfisse Sakara per squalifica dell'avversario (pugni alla nuca) a 1:26 del primo round.

### Card principale
- Incontro categoria Pesi Piuma:  Mark Hominick contro  Pablo Garza

Garza sconfisse Hominick per decisione unanime (29–27, 30–26, 29–28).
- Incontro categoria Pesi Leggeri:  Mark Bocek contro  Rafael dos Anjos

dos Anjos sconfisse Bocek per decisione unanime (30–27, 30–27, 30–27).
- Incontro categoria Pesi Medi:  Francis Carmont contro  Tom Lawlor

Carmont sconfisse Lawlor per decisione divisa (29–28, 28–29, 29–28).
- Incontro categoria Pesi Welter:  Johny Hendricks contro  Martin Kampmann

Hendricks sconfisse Kampmann per KO (pugno) a 0:46 del primo round.
- Incontro per il titolo dei Pesi Welter:  Georges St-Pierre (c) contro  Carlos Condit (ic)

St-Pierre sconfisse Condit per decisione unanime (49–46, 50–45, 50–45) unificando il titolo dei pesi welter UFC con quello ad interim e divenendo campione indiscusso dei pesi welter UFC.

## Premi
I seguenti lottatori sono stati premiati con un bonus di 70.000 dollari:
- Fight of the Night:  Georges St-Pierre contro  Carlos Condit
- Knockout of the Night:  Johny Hendricks
- Submission of the Night:  Ivan Menjivar